# マンハッタン24分署
『マンハッタン24分署』 は、1986年にコナミ（現・コナミデジタルエンタテインメント）が開発、稼働したアーケード用の横スクロールアクションゲーム。なお、タイトル画面やチラシでは『NEW YORK CITY 151・西・第100ストリート』の副題が付く。北米では『JAIL BREAK』のタイトルで稼働された。
キャッチコピーは「緊急事態発生!!脱獄囚から市民を守れ。」

## 概要
主人公を操作し、脱獄囚に占拠されたマンハッタンから所長を救うために様々なステージをクリアしていく。全5ステージでループ制。
敵や敵の攻撃に触れるとミスとなり、残り人数が無くなるとゲームオーバー。また、ステージ5の最後に出てくる椅子に括られた所長を撃ってしまうと、残機に関係なくゲームオーバー。
通常は銃でしか攻撃できないが、特定のキャラを救出するとバズーカなどのアイテムが手に入り、それを使った攻撃ができる。
ステージ中にBGMは無く、スタートやクリア時に流れるのみという演出。

## 移植版
| No. | タイトル           | 発売日        | 対応機種                      | 開発元 | 発売元     | メディア                              | 備考                       |
| --- | ------------------ | ------------- | ----------------------------- | ------ | ---------- | ------------------------------------- | -------------------------- |
| 1   | JAIL BREAK         | 2010年7月28日 | Xbox 360                      | コナミ | コナミ     | ダウンロード (Game Room)              | -                          |
| 2   | マンハッタン24分署 | 2023年9月14日 | PlayStation 4 Nintendo Switch | コナミ | ハムスター | ダウンロード (アーケードアーカイブス) | 海外版（JAIL BREAK）も収録 |

アーケードアーカイブス版
国内版と共に海外版（『JAIL BREAK』）も収録。裸の女性が白いシャツを着た女性に変更されている。